# Морозов, Анатолий Николаевич (1973)
Анато́лий Никола́евич Моро́зов (23 октября 1973, Ростов-на-Дону) — советский и российский футболист, защитник; тренер.

## Биография

### Карьера игрока
Начал играть в клубе «Цемент» Новороссийск. В 1992 перешёл в «Ростсельмаш», но сыграл 34 матча за дубль. В 1993 перешёл в СКА. Затем играл в Таганроге за местное «Торпедо». В 1998 году вернулся в новороссийский «Черноморец». В сезоне 2001 вернулся в «Ростов». В 2004 и 2007 снова играл за «Черноморец». В 2009 году закончил карьеру и стал тренером-администратором «Черноморца», но в 2010 году решил возобновить карьеру и вновь вернулся в «Черноморец».
За «Цемент»/«Черноморец» — не менее 124 игр.

### Работа тренером
19 сентября 2017 года был назначен временно исполняющим обязанности главного тренера «Черноморца», в этом статусе провёл один матч — против ростовского СКА (2:0).
17 октября 2022 года вошёл в тренерский штаб Эдуарда Саркисова в клубе «Кубань Холдинг» из станицы Павловской.
12 сентября 2023 года вошёл в тренерский штаб Эдуарда Саркисова в футбольном клубе «Форте» Таганрог.

## Достижения

### Командные
«Черноморец»
- Победитель зоны «Юг» Второго дивизиона России: 2007, 2010
- Обладатель Кубка ПФЛ: 2010